# Ashita no Kioku/Crazy Moon: Kimi wa Muteki
«Ashita no Kioku/Crazy Moon: Kimi wa Muteki» (明日の記憶／Crazy Moon～キミ・ハ・ムテキ～?) es el vigesimosexto sencillo de la banda japonesa Arashi que fue lanzado el 27 de mayo de 2009.

## Información del sencillo

### "Ashita no Kioku"
- Letras y compuesto por: Yoshitaka Hitoshi
- Arreglado por: Tomoo Ishizuka y Hirofumi Sasaki
- La canción fue usada como tema principal en el drama "The Quiz Show" de Shō Sakurai.

### "Crazy Moon: Kimi wa Muteki"
- Letras por: Soluna
- Compuesto y arreglado por: Hyper Slipper
- La canción fue usada para un comercial.

## Lista de pistas
- Edición Normal Lista de pistas

| Pista # | Título de pista                                                                              | Duración |
| ------- | -------------------------------------------------------------------------------------------- | -------- |
| 1       | "Ashita no Kioku" (明日の記憶)                                                               | 5:00     |
| 2       | "Crazy Moon: Kimi wa Muteki" (Crazy Moon～キミ・ハ・ムテキ～)                                | 4:01     |
| 3       | "Ashita no Kioku" (Karaoke) (明日の記憶 オリジナル・カラオケ)                                | 5:00     |
| 4       | "Crazy Moon: Kimi wa Muteki" (Karaoke) (Crazy Moon～キミ・ハ・ムテキ～ オリジナル・カラオケ) | 4:01     |

- Edición Limitada A Lista de pistas

| Pista # | Título de pista                                               | Duración |
| ------- | ------------------------------------------------------------- | -------- |
| 1       | "Ashita no Kioku" (明日の記憶)                                | 5:00     |
| 2       | "Crazy Moon: Kimi wa Muteki" (Crazy Moon～キミ・ハ・ムテキ～) | 4:01     |

- Edición Limitada A DVD Lista de pistas

| Pista # | Título de pista                                 |
| ------- | ----------------------------------------------- |
| 1       | "Ashita no Kioku" (Music Video) (明日の記憶 PV) |

- Edición Limitada B Lista de pistas

| Pista # | Título de pista                                               | Duración |
| ------- | ------------------------------------------------------------- | -------- |
| 1       | "Crazy Moon: Kimi wa Muteki" (Crazy Moon～キミ・ハ・ムテキ～) | 4:01     |
| 2       | "Ashita no Kioku" (明日の記憶)                                | 5:00     |

- Edición Limitada A DVD Lista de pistas

| Pista # | Título de pista                                                                |
| ------- | ------------------------------------------------------------------------------ |
| 1       | "Crazy Moon: Kimi wa Muteki" (Music video) (Crazy Moon～キミ・ハ・ムテキ～ PV) |

## Presentaciones en vivo
1. 04/26 - Utaban (Crazy Moon ~Kimi wa Muteki~)
2. 05/22 - Music Station (Crazy Moon ~Kimi wa Muteki~)
3. 05/25 - Hey! Hey! Hey! (Ashita no Kioku)
4. 05/29 - Music Station (Ashita no Kioku)
5. 05/31 - Utaban (Ashita no Kioku)
6. 07/05 - Music Lovers (Ashita no Kioku)

## Ventas
El sencillo debutó en la posición número uno en la lista Oricon Daily Singles Ranking con una venta de más de 230 000 copias. Con las primeras ventas de la semana de más de 502,000 copias el sencillo tiene las mejores primeras ventas de semana de 2009 hasta el momento. Además, con su sencillo anterior "Believe / Kumorinochi, Kaisei," el sencillo hace a Arashi el primer artista en siete años y siete meses de haber conseguido dos sencillos consecutivos que han superado la marca de 500 000 en la primera semana de ventas. La última vez que un artista ha logrado dos sencillos consecutivos fue Keisuke Kuwata con sus sencillos "Naminori Johnny" (julio de 2001) y "Shiroi Koibito Tachi" (octubre de 2001).
Es el 2 º sencillo en cruzar la marca de 600 000 este año después de "Believe / Kumorinochi, Kaisei."

### Oricon sales chart (Japón)
| Lanzamiento        | Lista                        | Posición Máxima | Ventas Totales |
| ------------------ | ---------------------------- | --------------- | -------------- |
| 27 de mayo de 2009 | Oricon Daily Singles Chart   | 1               | 230 022        |
| 3 de junio de 2009 | Oricon Weekly Singles Chart  | 1               | 502 487        |
| Junio de 2009      | Oricon Monthly Singles Chart | 1               | 587 734        |
| Diciembre de 2009  | Oricon Yearly Singles Chart  | 2               | 620 557        |

Ventas Totales hasta ahora: 619 234 (Desde 08/09/2009)

### Listas de Billboard (Japón)
| Lista            | Posición Máxima |
| ---------------- | --------------- |
| Hot 100          | 1               |
| Hot 100 Airplay  | 1               |
| Hot Single Sales | 1               |